# Bataille de la Peene
Pour les articles homonymes, voir Bataille de Cassel.
Guerre de Hollande
Batailles
- Groenlo (06-1672)
- Solebay (06-1672)
- Coevorden (06-1672)
- Nimègue(07-1672)
- Groningue (07-1672)
- Saint-Lothain (02-1673)
- Schooneveld (1re) (06-1673)
- Maastricht (06-1673)
- Schooneveld (2de) (06-1673)
- Texel (08-1673)
- Bonn (11-1673)
- Arcey (01-1674)
- Pesmes (02-1674)
- Gray (02-1674)
- Scey-sur-Saône (03-1674)
- Chariez (03-1674)
- Vesoul (03-1674)
- Arbois (03-1674)
- Orgelet (03-1674)
- Besançon (04-1674)
- Dole (05-1674)
- Sinsheim (06-1674)
- Salins (06-1674)
- Belle-Île (06-1674)
- Lure (07-1674)
- Faucogney (07-1674)
- Sainte-Anne (07-1674)
- Fort-Royal (07-1674)
- Seneffe (08-1674)
- Entzheim (10-1674)
- Mulhouse (12-1674)
- Turckheim (01-1675)
- Stromboli (02-1675)
- Fehrbellin (06-1675)
- Salzbach (07-1675)
- Consarbrück (08-1675)
- Altenheim (08-1675)
- Alicudi (01-1676)
- Agosta (04-1676)
- Philippsburg (05-1676)
- Palerme (06-1676)
- Maastricht (07-1676)
- Valenciennes (11-1676)
- Tobago (03-1677)
- Saint-Omer (03-1677)
- Cambrai (03-1677)
- La Peene (Cassel) (04-1677)
- Ypres (03-1678)
- Rheinfelden (07-1678)
- Saint-Denis (08-1678)

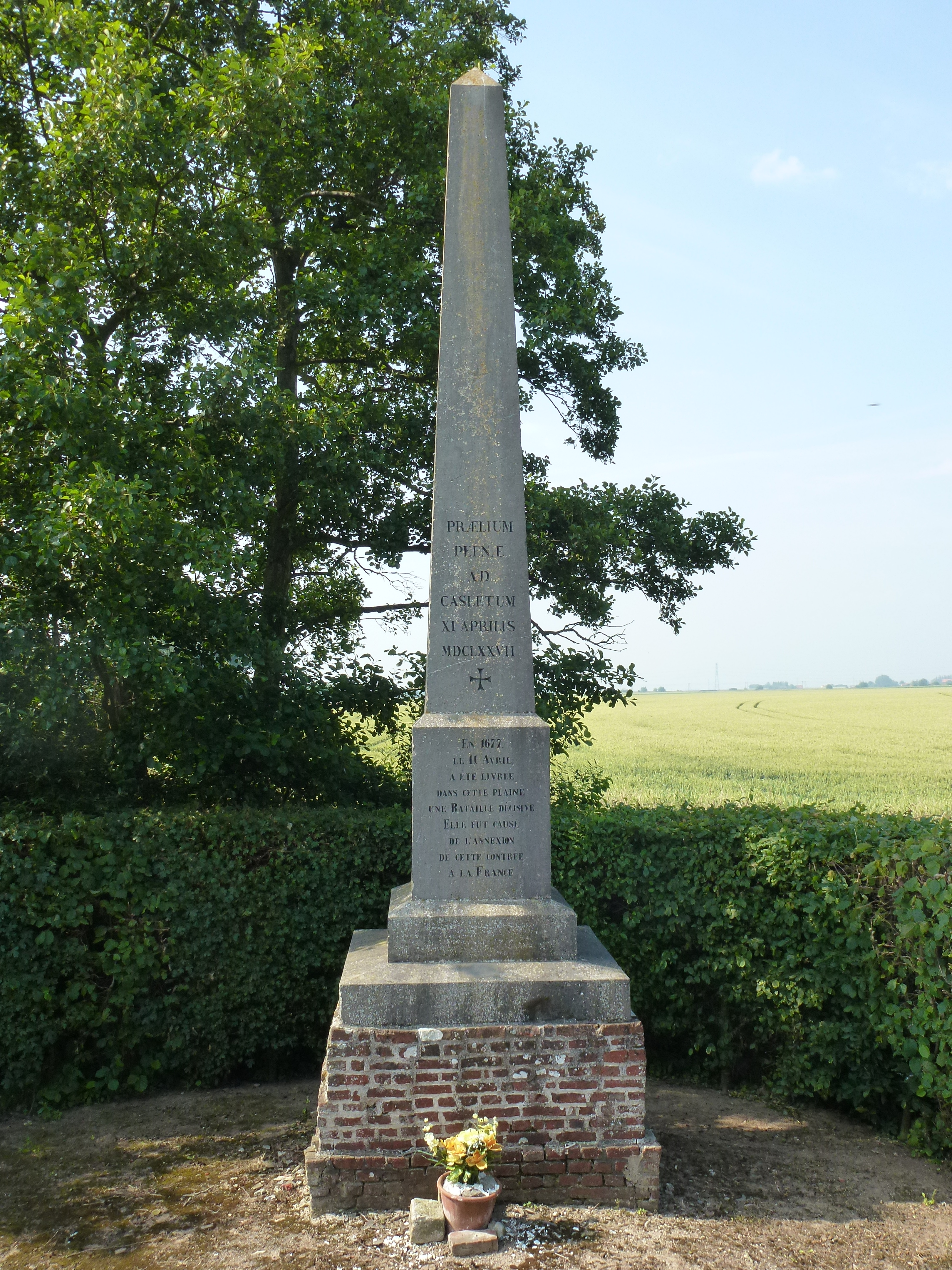
Noordpeene, stèle de la bataille de la Peene, 11 avril 1677

La bataille de la Peene, appelée aussi troisième bataille de Cassel et bataille de Mont-Cassel, est un épisode majeur des guerres de Hollande (1672-1678). Cette bataille opposa l'armée française aux troupes coalisées des Provinces-Unies, de l'Espagne et de l'Angleterre. Elle a été livrée les 10 et 11 avril 1677 entre Noordpeene et Zuytpeene, deux villages situés sur la rive droite de la rivière Peene Becque, en Flandre, entre Cassel et Saint-Omer, l'enjeu étant la prise de cette dernière ville. La maison de la Bataille de la Peene relate cet évènement.

## Le contexte
Au XVIIe siècle, l'enjeu français est le devenir des Pays-Bas espagnols que la France convoite pour briser l'encerclement des Habsbourg et reculer la frontière Nord du royaume dangereusement proche de Paris. Dès 1646, le cardinal Mazarin affirme: « L'acquisition des Pays-Bas espagnols formerait à la ville de Paris un boulevard inexpugnable et ce serait alors véritablement que l'on pourrait l'appeler le cœur de la France ». 
La même année, une résolution des États généraux des Provinces-Unies, le gouvernement de la république néerlandaise, estime que la France agrandie des Pays-Bas du sud sera un corps redoutable pour leur État. D'où l'adage de la diplomatie néerlandaise: « Gallus amicus, sed non vicinus », le Gaulois ami mais non voisin.
À cela s'ajoute:
1. Un contentieux commercial. Colbert ne cesse d'alerter le roi au sujet de l'hégémonie commerciale néerlandaise.
À partir de 1667, la France engage une guerre des tarifs douaniers contre les Pays-Bas.
2. Le ressentiment entre les deux pays se nourrit également de l'opposition croissante entre leurs modèles socio-politiques respectifs. Quoi de commun entre une monarchie absolue de plus en plus affirmée et une oligarchie bourgeoise de plus en plus sûre d'elle-même ? Quel rapport entre l'économie agraire du royaume et la prospérité commerciale de la république ?
3. Le conflit religieux entre le nouveau champion du catholicisme et l'irréductible camp retranché de la confession calviniste.
Louis XIV est jaloux de la prospérité des Provinces-Unies qu'il désire abaisser : les Hollandais sont ses ennemis naturels.
Les hésitations du roi, qui ne tente aucune offensive sérieuse contre les Provinces-Unies, donnent à Guillaume d'Orange un répit inespéré qu'il met à profit pour obtenir l'alliance de plusieurs pays effrayés par l'hégémonie française : Saint Empire, Espagne, Lorraine, Danemark.

## L'aube de la bataille
En prenant Valenciennes, Cambrai et Saint-Omer, Louis XIV veut assurer à jamais le repos de ses frontières. Il s'est proposé de délivrer ses États des maux que Saint-Omer, seule place de l'Artois qui appartient encore aux Pays-Bas espagnols, leur cause, en troublant le commerce aux pays conquis, entre Dunkerque et Arras. 
Aux premiers bruits du siège de Valenciennes, les alliés s'alarment et obligent le prince d'Orange à rassembler promptement ses troupes devant Saint-Omer. Il accourt des Provinces-Unies à la tête de la plus florissante armée qu'eussent encore mise sur pied les États Généraux. Le prince de Robecq, Eugène de Montmorency, l'assure que Monsieur, (Philippe d'Orléans, frère de Louis XIV) a peu de troupes avec lui pour le siège de Saint-Omer, mais qu'il faut faire vite! Le prince d'Orange s'en approche donc en toute hâte le 10 avril 1677.
Il est sûr d'être victorieux. Il a rassemblé toutes ses troupes aux environs d'Ypres, située à 55 km à l'est de Saint-Omer. Elles comptent 30 000 hommes (20 000 fantassins et 10 000 cavaliers). Il y a parmi eux le peu de troupes espagnoles dont Carlos de Gurrea, duc de Villa Hermosa, peut encore disposer. Guillaume d'Orange passe par Poperinge et vient camper le 9 avril à Sainte-Marie-Cappel. Le lendemain, au point du jour, il contourne Cassel par l'Ouest. Il se rend à Bavinchove et Zuytpeene et, côtoyant la rive droite de la Peene Becque, il arrête ses troupes entre ce dernier village et Noordpeene. Là, à une demi-lieue du campement français, le prince range son armée sur cinq colonnes.
C'est le 10 avril 1677 à midi que son armée est en présence de celle de Monsieur, campée au-delà des ruisseaux: ce lieu est marécageux et incommode. La première chose que le prince Guillaume d'Orange veut entreprendre, c'est de secourir Saint-Omer du côté du Bac, qui paraît l'unique voie. À cet effet, il commande à ses dragons de se re-saisir de l'abbaye de Peene dont le régiment de Lyonnais les avait débusqué deux jours auparavant car ce poste important couvrait la gauche de l'armée et les travaux du siège de Saint-Omer. Mille obstacles l'arrêtent dans ce projet. Il le reconnaît avec amertume et se voit obliger de livrer bataille, chose qu'il désire du reste, car il se croit supérieur aux Français.
Dès la pointe du jour du 11 avril, dimanche des Rameaux, le prince est dans la plaine. Les Français l'ont laissé faire... Guillaume d'Orange se trouve barré par un autre ruisseau : la Lyncke. Nous sommes au printemps qui a été pluvieux ; les becques (ruisseaux, rivières) sont à leur niveau le plus haut.
Vers 14 heures, Monsieur ordonne au maréchal d'Humières d'attaquer à droite, ce qui est fait, mais il est lui-même attaqué sur son flanc droit, et fait avancer l'infanterie. Le maréchal de Luxembourg avance à gauche. D'Humières rattaque de plus belle et les Hollandais se trouvent pris en tenaille.
La bataille est terminée vers 17h30. Les Hollandais prennent la fuite et se dirigent vers Abeele (située sur la frontière franco-belge actuelle) puis Poperinge.

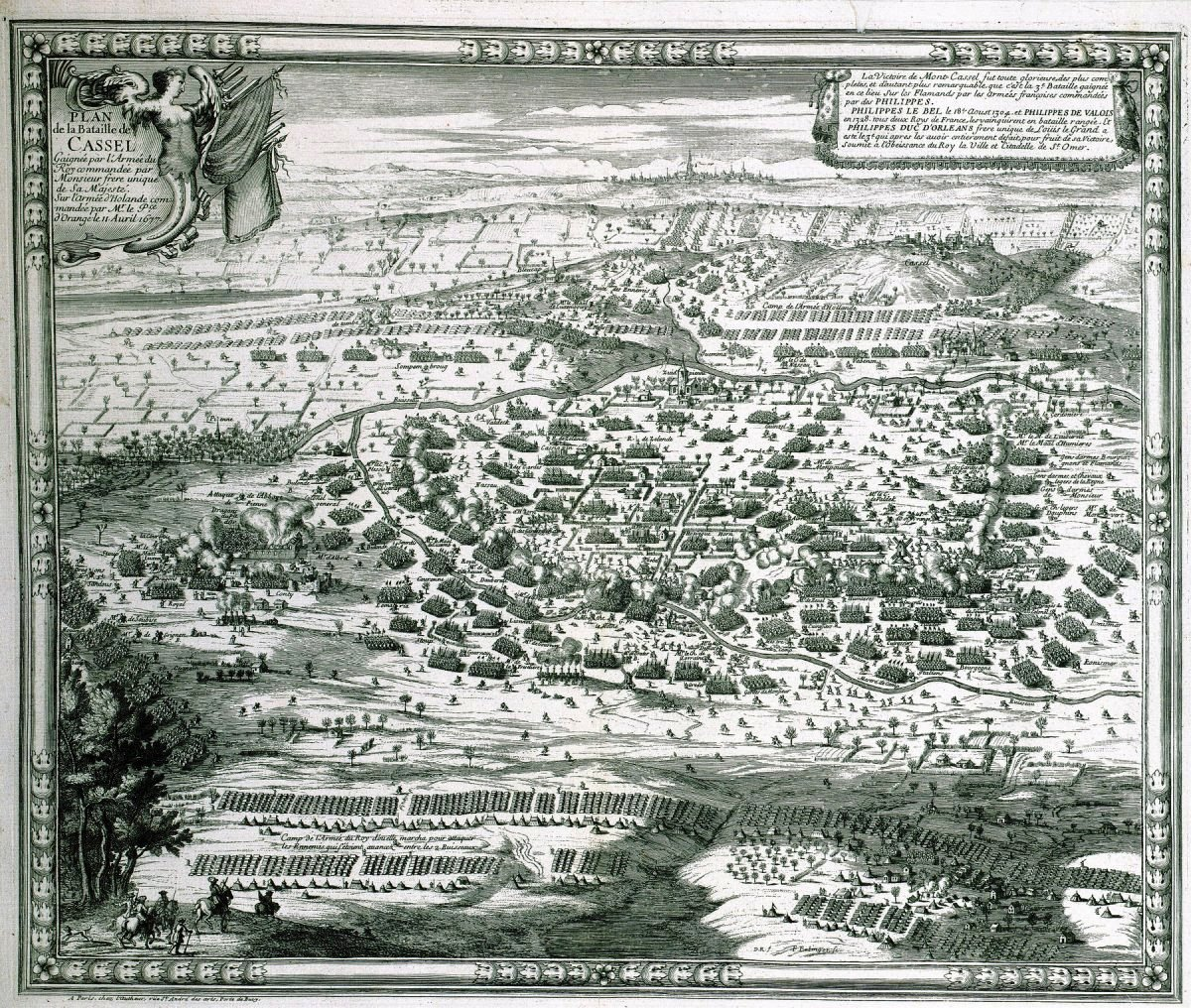
La troisième bataille de Cassel ou le troisième Philippe victorieux.

## Conséquences
La victoire des troupes françaises a permis le rattachement à la France de la ville de Saint-Omer, des châtellenies de Cassel, Bailleul et Ypres, jusque-là possessions du comté de Flandre, et plus largement des Pays-Bas du sud espagnols.

## Sur le nom
Les auteurs de l'époque valorisent la victoire de Monsieur, Philippe d'Orléans, frère du roi, après celle de Philippe Ier en 1071 et de Philippe VI en 1328 en ce lieu.[C'est-à-dire ?]